# 쥘리 드파르디외
쥘리 드파르디외(Julie Depardieu, 1973년 6월 18일 ~ )는 프랑스의 배우이다.

## 작품 목록

### 영화 출연
- 기계 (1994, La Machine)
- 샤베르 대령 (1994, Le Colonel Chabert)
- 사일러스 마너 (1996, Les Liens du cœur)
- 아마도 (1999, Peut-être)
- 애정의 운명 (2000, Les Destinées sentimentales)
- 좋은걸 어떡해 (2001, Dieu est grand, je suis toute petite)
- 패러독스 (2001, L'Aîné des Ferchaux)
- 우리의 릴리 (2003, La Petite Lili)
- 날개 달린 사자 (2003, Le Lion volatil)
- 인게이지먼트 (2004)
- 포디엄 (2004, Podium)
- 옥의 티 (2005, Un fil à la patte)
- 방문객 (2005)
- 너와 나 (2006, Toi et moi)
- 증인 (2007, Les Témoins)
- 러시아워 3 (2007)
- 언 시크릿 (2007)
- 피메일 에이전트 (2008)
- 공원 벤치 (2009, Bancs publics (Versailles Rive-Droite))
- 아트 오브 러브 (2011, L'Art d'aimer)
- 엄마는 미국에서 버팔로 빌을 만났다 (2013, Ma maman est en Amérique, elle a rencontré Buffalo Bill) - 목소리
- 투 라이프 (2014, À la vie)
- 이 가족이 사는 법 (2016, C'est quoi cette famille ?!)

### 텔레비전 드라마 출연
- 몽테크리스토 백작 (1998)
- Les Rois maudits (2005)

### 공연 출연
- 인간 혐오자 (2014)

### 공연 연출
- 호프만의 이야기 (2008)